# حل معادله

حل معادلهٔ به کمک روش نیوتن

در ریاضیات، حل معادله به معنی پیدا کردن مقدار مجهول‌های موجود در یک معادله است. جواب یک معادله لزوماً مقداری عددی نیست، بلکه می‌تواند برحسب پارامترهای دیگر معادله نیز باشد. جواب یک معادله، دسته‌ای از مقدارها برای مجهول‌های معادله است که با جایگزینی آن‌ها در معادله، تساوی برقرار می‌شود. یک معادله ممکن است بیشتر از یک دسته جواب داشته باشد که آن‌ها را یک مجموعهٔ جواب‌ها می‌گویند. اگر به دنبال بهترین جواب در میان مجموعهٔ جواب‌ها بگردیم، با مسئله بهینه‌سازی روبرو هستیم که معمولاً حل معادله نامیده نمی‌شوند.

## روش‌های حل معادله
- امتحان کردن: اگر یک معادله تعداد محدودی جواب می‌تواند داشته باشد، می‌توان همهٔ آن‌ها را امتحان کرد و جواب را یافت.
- روش‌هایی براساس جبر مقدماتی: به عنوان مثال این معادله‌ها می‌توانند به کمک روش‌های جبر مقدماتی حل شوند:

{\displaystyle 8x+7=4x+35,\quad {\frac {4x+9}{3x+4}}=2\,,}
- دستگاه معادلات خطی
- حل معادله‌های چندجمله‌ای
- معادله‌های سیاله
- روش‌های حل مسائل معکوس
- روش‌های عددی مانند روش نیوتن
- روش‌هایی براساس بسط تیلور: گه‌گاه می‌توان با بسط تیلور، یک تابع پیچیده را ساده‌تر کرد و با روش‌های دیگر جوابی تخمینی بدست آورد.
- معادلات ماتریسی که می‌توان برخی از آنها را به کمک روش‌های جبر خطی حل کرد.
- روش‌های حل معادله‌های دیفرانسیل